# Gael Bussa
Pour les articles homonymes, voir Gaël et Bussa (homonymie).
Gael Bussa Obambule, né le 2 août 1993 à Kinshasa, est un juriste et homme politique congolais. Il est élu député National de la circonscription de Budjala, dans la province du Sud-Ubangi, aux Élections législatives de 2018 en république démocratique du Congo.

## Biographie
Gael Bussa obambule est né le  2 août 1993 à Kinshasa en république démocratique du Congo, à l’époque République du Zaïre. Il est fils de Jean-Lucien Bussa Tongba, l’actuel Ministre congolais chargé du Commerce Extérieur, et Petronelle Mambetuku Kimpioka.
Il fait ses études secondaires au Collège Moderne Scientifique de Kubama, un internat de pères Jésuite à Kisantu au Kongo Central et obtient son diplôme d’Etat en 2013 au Collège des frères des écoles chrétiennes Zuza. Il poursuit ses études de grade en Droit public et licencié en Droit International Public de l'université protestante au Congo en 2018.

## Carrière

### Manifestations et élections: 2015 – 2018
En 2015, alors qu'il est encore étudiant et passionné par l’entreprenariat, il crée Racof, une petite ou moyenne entreprise à plusieurs services des locations de véhicules, des bureaux de change et de vente des produits agricoles ; plus tard en mars 2016, il crée une association à but non lucratif dénommée Ya Ba Jeunes avec pour but de contribuer à l'émergence, l’éveil et la conscientisation de la jeunesse congolaise,.
Le 19 janvier 2015, il mobilise à Kinshasa des étudiants à l'extérieur de l'université Protestante au Congo et dans la commune de Bandalungwa pour protester et manifester contre le projet de la loi électorale qui nécessiterait un recensement de la population avant l’élection présidentielle, qui risquerait de retarder la date des élections et d’allonger le mandat du président de la République Joseph Kabila.
Gael Bussa prend part à plusieurs meetings et marches politique aux côtés des partis politiques de la dynamique de l'opposition qui réclament l'organisation des élections dans le délai constitutionnel, ainsi que l'inscription de l'enrôlement des nouveaux majeurs au fichier de la Commission électorale nationale Indépendante.
En 2018, il est nommé Secrétaire national chargé de la jeunesse au sein du parti Courant des démocrates rénovateurs (CDER) ; il devient le premier suppléant de son père Jean-Lucien Bussa, alors ministre chargé du Commerce extérieur, candidat député national dans la circonscription de Budjala en province du Sud-Ubangi, où la jeunesse l’a surnommée Honorable Ya Ba Jeunes,.
En  décembre 2018, Gael Bussa est élu député National aux élections législatives de 2018 en république démocratique du Congo et quitte son poste d'Inspecteur de conformité et grade de CS2 à l'Office congolaise de contrôle, une fonction qu’il exerce depuis sa sortie de l'université protestante au Congo quelques mois plutôt, pour incompatibilité entre son mandat de parlementaire et de fonctionnaire public,.

### Députe national: 2019

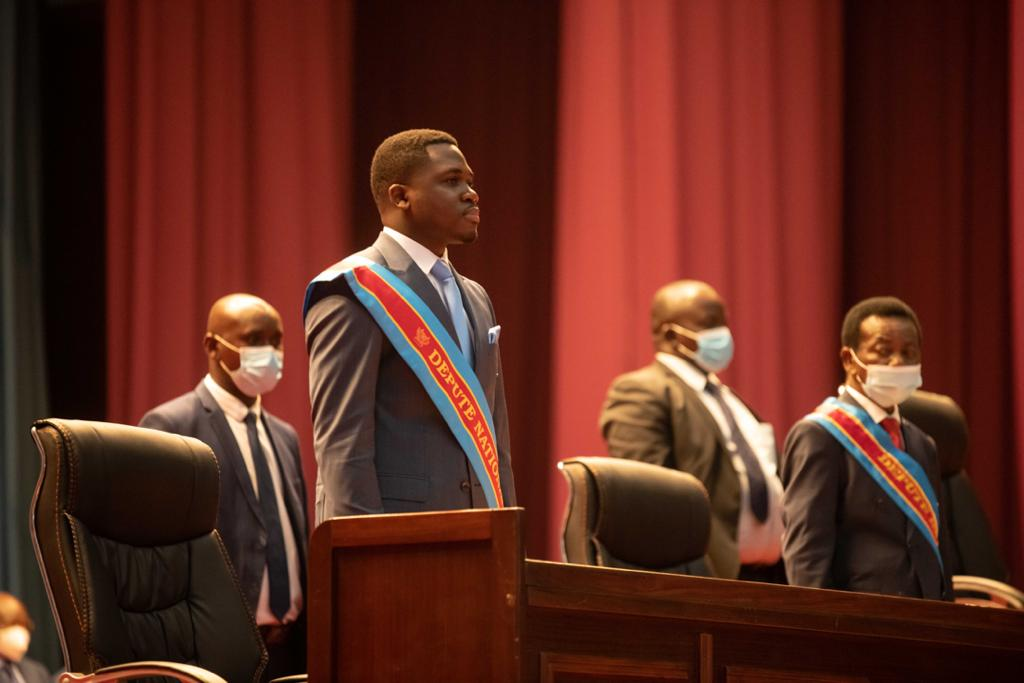
L'honorable Gael Bussa au Palais du peuple à Kinshasa

Gael Bussa est membre de la Commission politique judiciaire et administrative (PAJ) à l'Assemblée nationale. À sa prise de fonction, il reçoit plusieurs plaintes des services administratifs et porte la voix du personnel, des assistants parlementaires privés de leurs droits (prime de fonctions et de résultats) depuis le début de la législature,.
En décembre 2020, la scène politique congolaise est secouée par des menaces du parlement contre le président de la république Félix Tshisekedi, le pousse à prendre une décision radicale, celle de mettre fin à la coalition Front commun pour le Congo-Cap pour le changement (FCC-CACH) et créer autour de lui l'Union Sacrée.
Le 8 décembre 2020, à la suite de la déchéance du bureau de l'Assemblée nationale, conformément à son règlement intérieur, le député le plus âgé, accompagné de deux benjamins prennent la direction du bureau, avec mission d'organiser et installer le bureau définitif,,. Gael Bussa, plus jeune député de la chambre basse du parlement, est désigné comme premier secrétaire et rapporteur du bureau d’âge de l'Assemblée nationale,.

### Autres
Gael Bussa a été président de la commission chargée d'examiner et traiter les dossiers des candidats à l'élection du Bureau définitif dans lequel il a joué un rôle important dans la déclaration d'appartenance politique des députés à la nouvelle configuration politique à l'Assemblée nationale en république démocratique du Congo. Il a révolutionné la communication et les méthodes de travail de l'Institution avec plusieurs innovations,.

## Philanthropie
Gael Bussa mène plusieurs actions en faveur des personnes vulnérables et des démunies. Il soutient le programme de la gratuité de l’enseignement en république démocratique du Congo, soucieux de donner aux enfants une bonne éducation qui passe par de meilleures conditions d'études et réhabilite en 2019 une école primaire dans la Lukunga (district de Kinshasa).

## Récompenses et prix
- 2020 : Diplôme d’excellence et mérite, décerné le 15 décembre par l’Observatoire congolais pour la bonne gouvernance (OBG en sigle), en reconnaissance du travail et de la vertu de grande envergure politique, managérial et administratif, social, sportif et philanthropique[21]
- 2020 : Il est classé par le magazine Kivuzik parmi les 50 jeunes Congolais les plus influents, catégorie Droit et politique[22]
- 2021 : Diplôme de mérite et d’encouragement, décerné le 18 janvier par l'Alliance Politique des Kasa-Vubistes (A.P.KA en sigle)[23].

## Vie privée
Gael Bussa est marie à Alicia Salawa, une avocate congolaise.